# Aroazes
Aroazes é um município brasileiro do estado do Piauí. Localiza-se na microrregião de Valença do Piauí, mesorregião do Centro-Norte Piauiense. O município tem 6083 habitantes (2003) e 869 km². Foi criado em 1962.

## Localização
| Noroeste: São Félix do Piauí e Santa Cruz dos Milagres | Norte: Santa Cruz dos Milagres | Nordeste: São Miguel do Tapuio |
| Oeste: Elesbão Veloso                                  |                                | Leste: Pimenteiras             |
| Sudoeste: Elesbão Veloso e Valença do Piauí            | Sul: Valença do Piauí          | Sudeste: Valença do Piauí      |